# Neojulodis
Neojulodis es un género de escarabajos de la familia Buprestidae.

## Especies
- Neojulodis bequaerti (Kerremans, 1913)
- Neojulodis bouyeri Holm, 1986
- Neojulodis clermonti (Théry, 1934)
- Neojulodis hirta (Linnaeus, 1758)
- Neojulodis laticollis (Gahan, 1900)
- Neojulodis myrmido (Fairmaire, 1882)
- Neojulodis papillosa (Thunberg, 1827)
- Neojulodis picta (Thunberg, 1827)
- Neojulodis purpurescens Holm & Gussmann, 1991
- Neojulodis rufolimbata (Fairmaire, 1888)
- Neojulodis setosa (Thunberg, 1827)
- Neojulodis subcostata (Laporte, 1835)
- Neojulodis tomentosa (Olivier, 1790)
- Neojulodis vittipennis (Fåhraeus in Boheman, 1851)